# Adriano Gerlin da Silva
Adriano Gerlin da Silva (født 20. september 1974) er en tidligere brasiliansk fodboldspiller.